# Duncan Luce
Robert Duncan Luce (* 16. Mai 1925 in Scranton, Pennsylvania; † 11. August 2012 in Irvine, Kalifornien) war ein US-amerikanischer Mathematiker, Wirtschaftswissenschaftler und Psychologe. Er ist vor allem für das nach ihm benannte Wahlaxiom von Luce aus dem Bereich der Entscheidungstheorie bekannt.

## Werdegang, Forschung und Lehre
Luce studierte am Bostoner Massachusetts Institute of Technology, wo er 1945 zunächst seinen Bachelor of Science in Luftfahrtingenieurswesen machte. Anschließend blieb er an der Hochschule, an der er 1950 mit einem Ph.D. in Mathematik graduierte.
Zunächst blieb Luce am MIT, wo er im Forschungslabor für Elektronik arbeitete. 1953 wechselte er an die Columbia University. Zunächst leitete er dort das Programm für Verhaltensmodellierung, ab 1954 war er zudem Assistant Professor für mathematische Statistik und Soziologie. 1957 ging er als Lecturer an die Harvard University, ehe er 1959 an der University of Pennsylvania zum ordentlichen Professor in Psychologie berufen wurde. Ab 1968 besetzte er an der Hochschule den Benjamin-Franklin-Lehrstuhl für Psychologie. 1972 folgte er einem Ruf der University of California, Irvine, 1976 kehrte er als Alfred-North-Whitehead-Professor nach Harvard zurück. Zwischen 1981 und 1984 saß er der Abteilung für Psychologie und soziale Beziehungen vor, anschließend übernahm er den Victor-S.-Thomas-Lehrstuhl, den er auch nach seiner Emeritierung 1988 behielt. Im selben Jahr ging er zurück zur University of California nach Irvine, wo er im Bereich der Verhaltensbeschreibung verschiedene Aufgaben übernahm und bis 1994 als Professor für Kognitionswissenschaft wirkte. Anschließend wurde er auch hier emeritiert.
Luces Tätigkeitsfeld befand sich im Spannungsfeld zwischen Psychologie, ihrer Anwendung auf menschliches Verhalten insbesondere im Wirtschaftsraum und dessen mathematische Beschreibung. Besonders mit der Entscheidungstheorie setzte er sich dabei auseinander. Ende der 1950er Jahre entwickelte er ein probabilistisches Entscheidungsmodell für die Auswahl einer Option. Demnach ist die Wahrscheinlichkeit zwischen zwei Optionen zu wählen unabhängig von der zur Verfügung stehenden Gesamtmenge. Später schränkte er jedoch sein Ergebnis ein, da insbesondere Kontexteffekte sich auf die Wahl auswirken können. Dennoch findet sein Axiom vor allem in der Konsumforschung Anwendung. Insbesondere mit David Krantz entwickelte er seinen Ansatz weiter, die sogenannten Luce-Krantz-Modelle beziehen explizit das Situationswissen in die Modellierung ein.
Luce war seit 1966 Mitglied der American Academy of Arts and Sciences, sechs Jahre später wurde er in die National Academy of Sciences aufgenommen. 1994 wurde er in die American Philosophical Society aufgenommen. Seit 2010 war er Mitglied der Econometric Society. Das American Biographical Institute ernannte ihn 1996 zum Man of the Year, 2003 erhielt er die National Medal of Science. Er war Ehrendoktor der University of Waterloo. Darüber hinaus erhielt er für seine Arbeit zahlreiche Auszeichnungen, zudem war er in etlichen weiteren wissenschaftlichen Organisationen vertreten.

## Schriften
Die folgende Auflistung gibt von Luce veröffentlichte Bücher wieder, zudem hat er zahlreiche Zeitschriftenartikel und Arbeitspapiere verfasst.
- mit Howard Raiffa: Games and Decisions: Introduction and Critical Survey. 1957
- Individual Choice Behavior: A Theoretical Analysis. 1959
- mit David Krantz, Patrick Suppes und Amos Tversky: Foundations of Measurement. 3 Bände, 1971, 1989 und 1990
- Response Times. 1986
- Sound & Hearing. 1993
- Utility of Gains and Losses: Measurement-Theoretical and Experimental Approaches. 2000